# 博古埃
博古埃（法語：Bosgouet，法語發音：[boɡwɛ]）是法国厄尔省的一个市镇，属于贝尔奈区。

## 地理
博古埃（49°21'30"N, 0°51'0"E）面积9.55 平方千米，位于法国诺曼底大区厄尔省，该省份为法国北部内陆省份，北起滨海塞纳省，西接奧恩省和卡爾瓦多斯省，南至厄尔-卢瓦省，东临瓦兹省、瓦兹河谷省和伊夫林省。
与博古埃接壤的市镇（或旧市镇、城区）包括：塞纳河畔巴讷维尔、阿沙尔堡、翁格马尔-格努维尔、拉隆德、大布特鲁尔德。

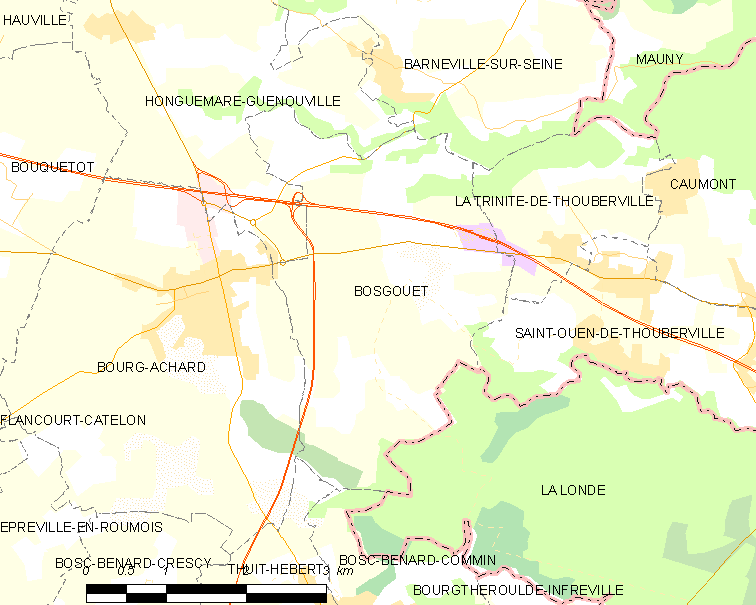
博古埃的OSM定位图

博古埃的时区为UTC+01:00、UTC+02:00（夏令时）。

## 行政
博古埃的邮政编码为27310，INSEE市镇编码为27091。

## 政治
博古埃所属的省级选区为阿沙尔堡县。

## 人口

1962-2008年间博古埃人口变化图示

博古埃于2022年1月1日时的人口数量为776人。